# 낭튀아
낭튀아(프랑스어: Nantua)는 프랑스 동부 앵 주에 있는 코뮌이자 준주도이다. 낭튀아 주민들을 가리키는 일반적인 주민명은 '낭튀아티앙(엔) (Nantuatien(ne))'이지만 가끔씩 가죽 세공인들이 썼던 바늘에서 이름을 따와 '카톨라르 (Catholards)'라고도 부른다. 실제로도 낭튀아는 오랜 세월동안 무두장이와 제화공들의 마을이었다.

## 역사
낭튀아는 성 아망이 671년에 세운 베네딕트회 수도원 주변에서 성장했으며, 카를 2세의 본당이었던 생 페테르 교회는 초기에 화재로 소실되었다.
캔터베리 대주교였던 사보이의 보니파스는 1232년부터 1253년까지 낭튀아 수도원의 부원장이었다.

## 인구
| 연도 | 인구  | ±%     |
| ---- | ----- | ------ |
| 1793 | 2,798 | —      |
| 1800 | 2,791 | −0.3%  |
| 1806 | 3,744 | +34.1% |
| 1821 | 3,515 | −6.1%  |
| 1831 | 3,701 | +5.3%  |
| 1836 | 3,696 | −0.1%  |
| 1841 | 3,846 | +4.1%  |
| 1846 | 3,658 | −4.9%  |
| 1851 | 3,746 | +2.4%  |
| 1856 | 3,493 | −6.8%  |
| 1861 | 3,726 | +6.7%  |
| 1866 | 3,776 | +1.3%  |
| 1872 | 3,393 | −10.1% |
| 1876 | 3,405 | +0.4%  |
| 1881 | 3,296 | −3.2%  |
| 1886 | 3,157 | −4.2%  |
| 1891 | 2,973 | −5.8%  |
| 1896 | 3,033 | +2.0%  |
| 1901 | 2,989 | −1.5%  |
| 1906 | 2,891 | −3.3%  |
| 1911 | 2,966 | +2.6%  |
| 1921 | 2,835 | −4.4%  |
| 1926 | 2,865 | +1.1%  |
| 1931 | 2,931 | +2.3%  |
| 1936 | 2,760 | −5.8%  |
| 1946 | 2,648 | −4.1%  |
| 1954 | 2,997 | +13.2% |
| 1962 | 3,265 | +8.9%  |
| 1968 | 3,560 | +9.0%  |
| 1975 | 3,440 | −3.4%  |
| 1982 | 3,572 | +3.8%  |
| 1990 | 3,602 | +0.8%  |
| 1999 | 3,922 | +8.9%  |
| 2008 | 3,633 | −7.4%  |
| 2011 | 3,651 | +0.5%  |

## 기후
낭튀아는 서쪽 면에 작은 호수 (Lac de Nantua)와 마주하고 내륙쪽에는 높은 절벽이 막아주고 있으며, 이 때문에 비교적 온화한 대륙성 기후를 만든다.

## 같이 보기
- 앵 주의 코뮌 목록